# Резолюция Совета Безопасности ООН 425
Резолюция 425 Совета Безопасности ООН — резолюция Совета Безопасности ООН, принятая 19 марта 1978 года, через пять дней после израильского вторжения в Ливан (Операция «Литани»); призывала Израиль немедленно вывести свои войска из Ливана и создать Временные силы Организации Объединённых Наций в Ливане (ВСООНЛ). Резолюция была принята 12 голосами за, без голосов против; Чехословакия и СССР воздержались, а Китай не участвовал.

## Текст резолюции
Совет Безопасности,
Принимая к сведению письма Постоянного представителя Ливана и Постоянного представителя Израиля,
заслушав заявление постоянных представителей Ливана и Израиля,
будучи глубоко обеспокоен ухудшением ситуации на Ближнем Востоке и его последствиями для поддержания международного мира,
будучи убежден, что нынешнее положение мешает достижению справедливого мира на Ближнем Востоке,
1. Призывает к строгому уважению территориальной целостности, суверенитета и политической независимости Ливана в пределах его международно признанных границ;
2. Призывает Израиль немедленно прекратить свои военные действия против территориальной целостности Ливана и немедленно вывести свои войска со всей территории Ливана;
3. Постановляет, в свете просьбы правительства Ливана, незамедлительно создать под своим руководством временные силы Организации Объединённых Наций для Южной части Ливана с целью подтверждения вывода израильских войск, восстановления международного мира и безопасности и оказания помощи правительству Ливана в обеспечении возвращения ему его эффективной власти в этом районе, силы, состоящие из персонала, привлеченного из государств-членов;

4. Просит Генерального секретаря представить Совету в течение 24 часов доклад об осуществлении настоящей резолюции— https://undocs.org/ru/S/RES/425%281978%29

## Последствия
Первые Временные силы Организации Объединенных Наций в Ливане прибыли в Ливан 23 марта 1978 года, всего через четыре дня после принятия резолюции. Израиль вывел свои войска к июню. Позже Израиль расширил свою оккупацию во время Ливанской войны 1982 года  дойдя до Бейрута. Другие крупные конфликты в Ливане имели место в июле 1993 года и апреле 1996 года в ходе операций «Сведение счётов» и «Гроздья гнева».
В мае 2000 года, спустя более 22 лет после принятия резолюции 425, Израиль вывел свои войска из южного Ливана. 
Генеральный секретарь ООН пришел к выводу, что по состоянию на 16 июня 2000 года Израиль действительно вывел свои силы из Ливана в соответствии с резолюцией 425 (1978).
Ливан, однако, утверждает, что Израиль по-прежнему держит ливанские земли под своим контролем, в основном в Мазария-Шабъа.